# Imperio Cetagandano
Cetaganda o Imperio Cetagandano es una de las civilizaciones del Nexo del Agujero de Gusano en la serie de Miles Vorkosigan de Lois McMaster Bujold. Además de su capital, Eta Ceta, comprende otros 7 planetas a los que denominan satropías.

## Sociedad Cetagandana
Cetaganda tiene una cultura muy particular. Existen dos castas dentro de la aristocracia: los Haut, producto de siglos de modificaciones genéticas para desarrollar el ser humano perfecto; y los Ghem, la casta guerrera.
Los Ghem parecen estar en cierto modo condicionados genéticamente para impresionar a sus amos Haut, especialmente a través de la conquista militar, aunque probablemente el arsenal de armas biológicas de los Haut también contribuya a la obediencia. Los Ghem tienen algún gen Haut, obtenido a través de esposas-premio que la casta superior otorga a algunos Ghem, y que se considera un gran honor. Algunas veces también los Ghem contribuyen al banco genético de los Haut.
Existe otra casta de individuos asexuados llamados Ba, incapaces de reproducirse, y que sirven de sirvientes a los Haut. Se los suele usar como conejillos de indias de las modificaciones del genoma Haut antes de aplicarlo en la nueva generación.
Se asume que existe una clase trabajadora que permita a las clases altas llevar su estilo de vida, pero en la narración no hay evidencia de la presencia de gente normal trabajando para ellos. Se sabe que los Cetagandanos invadieron y subyugaron otros planetas a lo largo de su historia, de modo que puede que sus habitantes pasaran a formar parte de dicha clase baja.

### Haut
La clase dirigente de la sociedad cetagandana. Controlan el poder militar a través de los Ghem-Lords. Sus modificaciones genéticas buscan crear una nueva raza de ser humano superior.
El término Haut-Lord y Haut-Lady se usa para designar a los sujetos individuales de esta casta.
El Imperio Cetagandano está dirigido por el Emperador (en la época de Miles Vorkosigan, dicho cargo está ocupado por Fletchir Giaja, y cada uno de los planetas dependientes de la capital Eta Ceta IV, llamados Satropías, está dirigida por un gobernador. El puesto rota aproximadamente una vez cada cinco años para evitar que los gobernadores acumulen demasiado poder.
Las Haut-mujeres son completamente distintas que sus homólogos masculinos. A su manera, tienen el control del mayor poder del Imperio Cetagandano, pues son las encargadas de salvaguardar y desarrollar el genoma haut. La mayor responsable es la Emperatriz de Cetaganda, quien tiene como subordinadas directas a las Consortes Planetarias (título meramente oficial, ya que los haut no se casan). Cada una de estas Consortes es la encargada de viajar hasta Eta Ceta IV desde su satropía para recoger a la nueva generación de bebés haut.

## Cetaganda y Barrayar
En la serie, Cetaganda es principalmente nombrada en relación con su intento fallido de conquistar Barrayar, planeta natal de Miles Vorkosigan y los Condes Vorkosigan. El abuelo de Miles, Piotr Vorkosigan, luchó para expulsar a los invasores en una guerra que tuvo lugar aproximadamente 80 años antes del nacimiento de Miles, durante la que la anterior capital del condado, Vorkosigan Vashnoi, fue destruida. En la época de Miles, Hassadar se ha convertido en la capital del Condado, y Vashnoi sigue siendo un lugar con altos índices de radiactividad.
Existe una pequeña mención a una segunda —y probablemente poco importante— guerra, durante la juventud de Miles. Cuando en El juego de los Vor Miles descubre una conspiración contra los intereses de Barrayar, detenida a tiempo por la intervención de los Dendarii y de la flota barrayaresa dirigida por Aral Vorkosigan, se refieren al conflicto como la tercera guerra. 
La cuarta guerra casi estalla durante Inmunidad diplomática, al creer los Cetagandanos responsable a Barrayar de lo que Miles, en su papel de Auditor Imperial, descubre ser una traición dentro de la propia sociedad de Cetaganda. Sin embargo, el resto del tiempo tras la tercera guerra, se caracteriza por una relación bastante cordial entre las dos potencias, existiendo una embajada Barrayaresa en Eta Ceta IV y llegando Barrayar incluso a enviar a Miles y su primo Iván en misión diplomática al funeral de la Emperatriz Cetagandana en Cetaganda. Después de las acciones transcurridas en esta novela, Miles recibe del Emperador la Orden del Mérito cetagandana, una de sus más altas condecoraciones (honor que Miles mantendrá en el mayor secreto posible, ya que no hay nada más raro que un Vorkosigan condecorado por Cetaganda).
El sentimiento barrayarés respecto a los cetagandanos sigue siendo de enemistad y desconfianza. Cuando en Una campaña civil se descubre que el abuelo de René Vorbretten, nacido en mitad de la ocupación cetagandana, no fue hijo del anterior conde, sino de un ghem-lord cetagandano, muchos Vor le retiran su compañía. Incluso llega a circular un chiste sobre su apellido, Ghem-bretten.

## Base real de Cetaganda
Es muy posible que la fuente de inspiración de la autora sea la sociedad japonesa del periodo de los shogunatos, en la que existían los samurái como casta guerrera servidora de los daimyō, los señores feudales. El gobierno estaba presidido por un Emperador (si bien sus poderes en Japón y en la sociedad de Cetaganda no son análogos). 
La pintura facial cetagandana podría también corresponderse a las máscaras y cascos con los que se suele representar a los samurái. Sin embargo es más probable que esté relacionado con la pintura facial practicada por muchos pueblos indígenas del pacífico.
- Datos: Q9188316